# Miguel Palmer
Pour les articles homonymes, voir Palmer (patronyme).
Miguel Palmer, né le 1er novembre 1942 à Villahermosa et mort le 18 octobre 2021 à Mexico, est un acteur mexicain.

## Filmographie

### Cinéma
- 1970 : Remolino de pasiones
- 1998 : Fuera de la ley

### Télévision

#### Séries télévisées
- 1974 : Mundo de juguete : Ignacio
- 1976 : Mundos opuestos (en) : Mario de la Mora
- 1977 : Rina (en) : Lic. Carrillo
- 1978 : Viviana : Jaime Ordóñez
- 1979 : Los ricos también lloran : Diego Ávila
- 1979 : Una mujer marcada : Aldo
- 1980 : Al rojo vivo : Alfredo Alvarez
- 1980 : La madre
- 1981 : El periquillo sangriento
- 1981 : Toda una vida : Sergio
- 1982 : Al final del arco iris : Pablo
- 1982 : Leona Vicario : Andrés Quintana Roo
- 1983 : Bodas de odio : Alejandro Almonte
- 1983 : El maleficio : Armando Ramos
- 1984 : Cosas de casados
- 1986 : Herencia maldita : Armando Rojas
- 1987 : Senda de gloria : Tomás Garrido Canabal
- 1990-2002 : Mujer, casos de la vida real
- 1991 : Milagro y magia : Roberto (1991)
- 1994 : Marimar : Gustavo Aldama
- 2001 : Amigas y rivales : Alberto
- 2009 : Adictos
- 2009 : Los simuladores : Doctor
- 2011-2012 : Dos hogares : Hernán Colmenares
- 2013 : La rosa de Guadalupe : Román
- 2014-2016 : Señora Acero : José Aguilar
- 2016 : Como dice el dicho : Roque